# Davide Livermore
Davide Livermore (Torino, 11 gennaio 1966) è un attore e regista teatrale italiano. Lavora regolarmente al Teatro alla Scala di Milano ed in altri importanti teatri d'opera.

## Biografia
Nato a Torino, ha studiato canto presso il Conservatorio Giorgio Federico Ghedini di Cuneo.
Nel 2002 Davide Livermore ha diretto il Teatro Baretti di Torino. Lì si dedicò al teatro musicale sperimentale e, con interventi sociali per un periodo di 13 anni, riuscì a trasformare l'area un tempo pericolosa intorno al teatro in un pacifico luogo di incontro per diverse classi sociali. Dirigeva inoltre il centro di formazione del Teatro Stabile di Torino.
Nel febbraio 2013 è stato nominato direttore artistico del Centro di perfezionamento Placido Domingo presso il Palau de les Arts Reina Sofía di Valencia. Nel 2015 ha assunto per due anni la direzione del Palau de les Arts Reina Sofía. Le sue interpretazioni di La bohème, Otello e La forza del destino sono state viste a Valencia, tra gli altri. Si è dimesso dalla carica nel dicembre 2017 a causa della mancanza di sostegno da parte dell'amministrazione comunale.
In Italia ha lavorato come direttore di scena al Teatro del Maggio Musicale Fiorentino, al Teatro Regio di Torino, al Teatro San Carlo di Napoli, al Teatro Carlo Felice di Genova, al Teatro La Fenice di Venezia e al Rossini Opera Festival di Pesaro. Ha una lunga collaborazione con il Teatro alla Scala di Milano, dove ha messo in scena Attila nel 2018, Tosca nel 2019, il concerto di gala A riveder le stelle nel 2020, Macbeth nel 2022 e Turandot nel 2024. Ha lavorato anche nei teatri d'opera di Barcellona, Madrid, Filadelfia, Montpellier e Avignone, al Palacio de la Ópera di A Coruña, al Teatro Arriaga di Bilbao e al Teatro de la Zarzuela di Madrid oltre che al Bunka Kaikan a Tokyo e l'Arts Center di Seul.
Dal 2020 è il direttore del Teatro Nazionale di Genova.
Anche suo figlio Riccardo è attore teatrale.

## Teatro
Prime mondiali
- L’Italia del destino di Luca Mosca al Maggio Musicale Fiorentino (2011)
- Il berretto a sonagli di Marco Tutino al Teatro Massimo Bellini di Catania (con La lupa) (2024)

Altri
- Mefistofele al Arts Center di Seul (2010)
- I vespri siciliani al Teatro Regio di Torino, in occasione del 150º anniversario dell'Unità d'Italia (2011)
- Ciro in Babilonia al Caramoor Festival ed al Rossini Opera Festival di Pesaro (2012)
- La Bohème all'Opera Philadelphia ed al Palau de les Arts Reina Sofía di Valencia (2012)
- Otello al Palau de les Arts Reina Sofía di Valencia (2013)
- L'italiana in Algeri al Rossini Opera Festival Pesaro (2023)
- Le nozze di Figaro al Teatro Colón di Buenos Aires (2013)
- Demetrio e Polibio al Teatro San Carlo di Neapel (2013)
- Il turco in Italia al Rossini Opera Festival Pesaro (2016)
- Norma al Teatro Real di Madrid (2016)
- Manon Lescaut al Teatro San Carlo in Neapel ed al Teatro Liceu di Barcelona (2017)
- Tamerlano al Teatro alla Scala di Mailand (2017)
- The Turn of the Screw a Valencia (2017)
- Attila alla Scala di Milano (2018)
- Don Pasquale alla Scala di Milano(2018)
- Tosca alla Scala di Milano (2019)
- Elena di Euripide al Teatro greco di Siracusa (2019)
- Don Giovanni al Sferisterio di Macerata (2020)
- Concerto per l'inaugurazione A riveder le stelle alla Scala di Milano (2020)[8]
- Macbeth alla Scala di Milano (2022)
- La Gioconda alla Scala (2022)
- Il trovatore a Parma e a Bologna (2023)
- Don Carlo al Grand Théâtre de Monte Carlo (2023)
- I racconti di Hoffmann alla Scala di Milano (2023)
- Giulio Cesare al Grand Théâtre de Monte Carlo (2024)
- Turandot alla Scala di Milano (2024)
- Il viaggio di Victor di Nicolas Bedos, stagione teatrale 2024 -2025, con Linda Gennari, Antonio Zavatteri e Diego Cerami in video, produzione Teatro Nazionale di Genova, Teatro di Napoli - Teatro Nazionale,
- Il ritorno d'Ulisse in patria di Claudio Monteverdi, Teatro Ponchielli di Cremona (2025)

## Riconoscimenti
- Musical America: one of the ten best shows of 2011 (I vespri siciliani)[9]
- Premios Líricos Teatro Campoamor (La forza del destino), 2014[10]
- Premio Eschilo d'oro 2023[11]